# Guiank yev Arvesd
Guiank yev Arvesd (arménien : Կեանք եւ Արուեստ, littéralement « Vie et Art ») est une revue littéraire en langue arménienne fondée en 1931 à Paris par les frères Méroujan et Meguerditch Barsamian. Sa publication cesse en avril 1940.

## Historique
Guiank yev Arvesd est fondée en 1931 à Paris par Meguerditch Barsamian, critique littéraire et prosateur, et par son frère Méroujan Barsamian, poète et écrivain, qui publiaient auparavant à Constantinople le mensuel littéraire Chanth (1911-1914, 1919). La revue a la forme d'un almanach annuel, comme les Almanach de tous de Teotig, de 1931 à fin 1935. Puis elle devient une publication mensuelle de janvier 1936 jusqu'en avril 1940, ce qui montre la vitalité de son lectorat et est motivé par le fait que les écrivains arméniens ne sont plus les bienvenus en RSS d'Arménie.
L'objectif de Guiank yev Arvesd est de donner « une image de la littérature, de l'art et des artistes arméniens ». La revue publie des textes d’écrivains arméniens contemporains ainsi que des textes inédits d'auteurs victimes du génocide arménien, mais surtout des comptes-rendus d'ouvrages en arménien e d'ouvrages étrangers, en particulier à propos des Arméniens, comme Antaram de Trébizonde de Paule Henry-Bordeaux ou Les Quarante Jours du Musa Dagh de Franz Werfel.
Parmi les contributeurs, on compte notamment Vasken Chouchanian, Chavarch Nartouni, Krikor Djizmédjian ou encore Ghévont Méloyan. Cependant, au contraire d'une revue comme Menk, Guiank yev Arvesd est une revue sans groupe, sans comité de rédaction.
Lors des purges staliniennes qui débutent à partir de 1936, la revue dénonce les attaques du pouvoir contre les écrivains et intellectuels à Erevan. Guiank yev Arvesd se réclame de gauche et s'inquiète notamment de la montée du nazisme.
La revue disparaît en avril 1940.